# デラウェア州の郡一覧

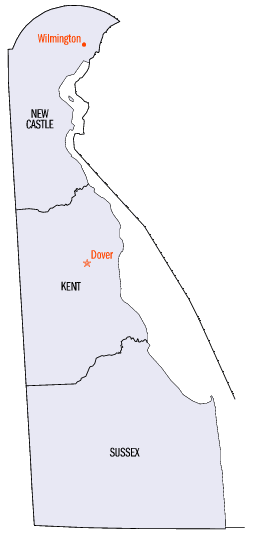
デラウェア州の郡

デラウェア州の郡一覧は、アメリカ合衆国デラウェア州内の郡の一覧である。デラウェア州内には3の郡がある。50州の中で郡の数が最も少ない。郡の領域の起源は当初あった司法地区である。郡の立法議会の権限は地区割りや開発のような問題に限られている。

## 政治と政府
各郡は立法府委員を選挙で選ぶ。この立法府は、ニューキャッスル郡とサセックス郡では County Council と呼ばれ、ケント郡では Levy Court と呼ばれている。郡は税を集め、金を借りることができる。また、ごみ処理、上水の供給、下水、地区割り、開発、法典の編纂に関する統制権がある。
他州では郡のレベルで行われている裁判や法の執行のような機能の多くは、デラウェア州に集権されているので、デラウェア州政府にかなりの権力が集中している。郡は昔からハンドレッドと呼ばれる小区分に分割されており、1960年代まで確定申告や選挙区割りに使われていた。しかし現在のハンドレッドには管理的役割は無い。唯一法的に使われているのは不動産所有権の記述である。

## 歴史
1664年にイングランドがデラウェア地方を征服して以来、デラウェア川とデラウェア湾西岸の土地全てはニューヨーク植民地の一部として統治され、ニューキャッスルの町が管理していた。1673年にオランダがこの植民地を短期間再占領した間に、アップランド（ペンシルベニア州）とホアーキル（"Whorekill"）周辺に新たな司法地区が創設された.。ホアーキルはホーンキル（" Hoornkill"）とも呼ばれ、現在のルーイスの町になっている。ニューキャッスルの政庁が植民地の中心部に置かれていた。司法権はニューキャッスル郡となったときにそのまま残され、郡庁所在地はニューキャッスルのままだったが、1881年にウィルミントンに移された。1680年、ホアーキル地区がディール郡とセントジョーンズ郡に分割された。この分割後、ルーイスがディール郡の郡庁所在地となり、郡名は後にサセックス郡に改名された。元のアップランド地区はニュースウェーデン時代のアップランド開拓地から名前が採られていたが、1682年にチェスター郡に改名された。チェスター郡は現在ペンシルベニア州に入っている。
メリーランド植民地領主ボルチモア卿が現在のデラウェア州全域の領有権を主張し、その北部と東部をダーラム郡として組織化した。しかし、この郡は紙面上のものに過ぎなかった。現在のサセックス郡南部と西部は、メリーランド植民地の隣接する郡の一部として組み込まれた。これら地域がデラウェアの一部と認識されたのは、1767年にメイソンとディクソンによる測量が行われてからだった（メイソン＝ディクソン線）。1791年、サセックス郡が南と西に拡張され、郡庁所在地はジョージタウンに移転された。セントジョーンズ郡は1681年にケント郡と改名され、郡庁所在地はドーバーとなった。
2000年以降、ニューキャッスル郡内から4つ目の郡として「アポクィニミンク郡」の創設が提案された。その動機は未開発の農地に関する統一開発法の地区割り規制を止めさせることだった。提案されていた領域はアポクィニミンク・ハンドレッドからチェサピーク・アンド・デラウェア運河より南の領域全てであり、ミドルタウンを郡庁所在地にする予定だった。この提案はまだ実現していない。
次の一覧はアルファベット順である。また、人口は2020年国勢調査による。

## デラウェア州の郡の一覧
| デラウェア州の郡の一覧        | デラウェア州の郡の一覧 | デラウェア州の郡の一覧 | デラウェア州の郡の一覧 | デラウェア州の郡の一覧 | デラウェア州の郡の一覧 |
| 郡名                          | 郡庁所在地             | 設立年月日             | 人口 （2020年）        | 陸地面積 (km2)         | 地図                   |
| ----------------------------- | ---------------------- | ---------------------- | ---------------------- | ---------------------- | ---------------------- |
| ケント郡 Kent                 | ドーバー               | 1680年                 | 181,851                | 1,527                  |                        |
| ニューキャッスル郡 New Castle | ウィルミントン         | 1664年                 | 570,719                | 1,104                  |                        |
| サセックス郡 Sussex           | ジョージタウン         | 1664年                 | 237,378                | 2,428                  |                        |